# Michael Jørgensen
Michael Jørgensen født i 1968 i Kalundborg er en tidligere dansk cykelrytter, der især markerede sig inden for cykelcross i slutningen af 1980'erne og begyndelsen af 1990'erne. Michael Jørgensen er søn til Leif Jørgensen en tidligere dansk Cykelcross rytter. 

## Cykelcross-karriere
Michael Jørgensen opnåede adskillige topplaceringer ved de danske mesterskaber i cykelcross
- 1988: 3. plads
- 1989: 2. plads
- 1990: 2. plads
- 1991: 2. plads
- 1992: 2. plads
- 1994: 2. plads
- 1995: 3. plads
- 1996: 2. plads

Internationalt deltog han i flere verdensmesterskaber i cykelcross, hvor hans bedste resultat var en 14. plads i 1992. Han konkurrerede også i World Cup-løb, med bedste placering omkring 29. pladsen. Derudover opnåede han podieplaceringer i C2-kategoriserede løb, herunder en sejr og to yderligere podieplaceringer.

## Mountainbike og landevej
Udover cykelcross konkurrerede Michael Jørgensen også i mountainbike, hvor han blev nummer 3 ved DM i 1992 og nummer 2 i 1993. Der er begrænset information om hans resultater på landevej, hvilket tyder på, at hans primære fokus var på cykelcross og mountainbike. Dog kørte han for Team Acceptcard i 1997 og 1998.
En sejr på landevejen står dog klart, sejren i "Rundt om Christiansborg" hvor han vandt i 1996 foran Bjarne Riis på 2. Pladsen og Rolf Sørensen på 3. Pladsen

## Familie
Michael er gift med Anne Øster Jørgensen ( Født i 1963 i Kalundborg ) Sammen har de sønnerne Christian Øster Jørgensen ( Født i 1997 i Kalundborg samt Frederik Øster Jørgensen ( Født i 2000 i Kalundborg ). Frederik er den eneste af sønnerne der gik i Far og Farfars fodspor, han kørte flere sejre hjem i Mountainbike i børne og ungdomsrækkerne og forsøgte sig også på landevejen men stoppede i ungdomsrækkerne. Ifølge ProCyclingStats fungere Frederik som Ass. Sports Director for det Holbæk baseret UCI Kontinental-hold "Airtox-Carlras".

## Senere aktiviteter
Efter sin professionelle karriere fortsatte Michael Jørgensen med at deltage i motionsløb.
Michael Jørgensen er anerkendt som en af de mest stabile og succesrige danske cykelcrossryttere i sin generation, med en karriere præget af både nationale og internationale resultater.

## Referenccer
1. ↑  https://cyclocross24.com/dk/rider/michael-joergensen/results/1984-1985/
2. ↑  https://www.sn.dk/art5448517/danmark/sport/43-aarig-cykelrytter-i-super-form/
3. ↑  https://kalundborg-cc.dk/kcc-regerer-dansk-cycklecross